# Тальялатела, Марчелло
Марчелло Тальялатела (итал. Marcello Taglialatela, родился 20 ноября 1955 года в Неаполе) — итальянский политик, депутат Палаты депутатов Италии от партии «Братья Италии – Национальный альянс».

## Биография

### Палата депутатов Италии
Получил высшее юридическое образование. Член городского совета Неаполя от Итальянского социального движения, в конце 1990-х работа в отделении Национального альянса Италии под руководством Антонио Растрелли. Избран в 2001 году в Палату депутатов Италии от Национального альянса, переизбран в 2006 году. В составе партии «Народ свободы» переизбран в 2008 году, 22 сентября 2010 года покинул Палату депутатов, получив пост советника по градостроительству в новом региональном правительстве Кампании под руководством Стефано Кальдоро. В Палате депутатов Тальялателу заменил Доменико Де Сьяно.
В 2013 году Тальялатела вернулся в Палату депутатов после парламентских выборов в Италии. Состоит во фракции «Братья Италии — Национальный альянс» с 3 апреля 2013 года (ранее был в смешанной группе). С 8 мая 2013 по 7 марта 2014 года был вице-президентом законодательного комитета, с 8 марта 2014 по 7 января 2015 — его президент. Состоит в следующих комиссиях и комитетах:
- VIII комиссия (по окружающей среде, земле и общественным работам) — с 7 мая 2013 года
- Законодательный комитет — с 8 мая 2013 года
- Парламентская комиссия по расследованию феномена мафии и иных организованных преступных группировок, в том числе иностранных — с 11 октября 2013 года
- Парламентская комиссия по расследованию деятельности, связанной с незаконными выбросами веществ в окружающую среду и связанными с ними явлениями — с 3 июля 2014 года

### Выборы мэра Неаполя (2016)
Во время административных выборов в Италии в 2016 году Тальялатела стал кандидатом на пост мэра города Неаполь от партии «Братья Италии – Национальный альянс» и по гражданскому списку «Наша земля — Неаполь» (итал. Napoli Terra Nostra). На выборах он набрал 1,29 % голосов.